# Albert Dresmé
Albertus Johannes Adrianus (Albert) Dresmé (Utrecht, 11 december 1915 – aldaar, 24 oktober 2003) was een Nederlandse beeldhouwer en medailleur.

## Leven en werk
Dresmé leerde de beginselen van het vak van zijn vader, de beeldhouwer Adrianus Johannes Dresmé. Hij kreeg zijn opleiding aan de Kunstnijverheidsschool in Utrecht en studeerde vervolgens bij Jan Bronner aan de Rijksakademie van beeldende kunsten in Amsterdam. Hij woonde en werkte in Utrecht.
Dresmé maakte figuurvoorstellingen in brons en steen. Zijn oorlogsmonumenten voor Jutphaas. en Soest werden meerdere malen vernield en weer gerestaureerd.

## Werken (selectie)
- Monument voor Jutphase oorlogsslachtoffers (1949), Jutphaas
- Oorlogsmonument 'Treurende vrouw' (1954), Ir. Menkolaan, Soest[4]
- Maria breitet die Mantel (1956), Gendringen
- Zitplastiek (1967), Willem Arntszkade, Utrecht.[5] Stond tot 2014 aan de Duurstedelaan. Een van de reliëfs beeldt Keteltje uit, varend op een sloep. Het andere reliëf beeldt Lasse Länta en zijn vader uit, kijkend naar de rendieren die zij hoeden. Beide figuren komen uit het boek Lasse Länta van Cor Bruijn.
- Pratende vrouwen, Grote Trekdreef, Utrecht